# Musée d'art moderne de Thessalonique
Le Musée d’art moderne de Thessalonique (en grec moderne : Μουσείο Μοντέρνας Τέχνης Θεσσαλονίκης), de son nom complet « MOMus – Musée d’art moderne – Collection Costakis », est un musée grec situé dans l'agglomération de Thessalonique. Fondé en 1997, il accueille la deuxième plus importante collection d'œuvres d'art consacrée à l'avant-garde russe après celle de la Galerie Tretiakov à Moscou.

## Emplacement et bâtiment
Le musée est situé à environ 2 km du centre-ville de Thessalonique, dans le district municipal de Stavroúpoli, unité administrative appartenant au dème de Pávlos Melás. Il occupe la partie nord-est de l'ancien monastère catholique des Lazaristes (el) fondé en 1861 et rénové en 1997 pour accueillir les collections muséales,. Plusieurs sculptures d'art contemporain, œuvres d'artistes grecs issus de la diaspora comme Joannis Avramidis, sont également exposées à l'extérieur du bâtiment.

## Histoire
Le musée est fondé en 1997, année durant laquelle Thessalonique est capitale européenne de la culture, sous le nom de « musée national d'art contemporain ». L'institution est créée à la suite d'une loi portée par le ministre de la Culture de l'époque, Evángelos Venizélos. Son développement est intimement lié à l'acquisition par l'État grec d'une partie de la collection de Georges Costakis. Environ 1 275 œuvres d'art de l'avant-garde russe comprenant principalement des peintures, mais aussi des affiches, des icônes et des dessins sont ainsi  achetées le 31 mars 2000 pour 14,2 milliards de drachmes (soit l'équivalent de 41,7 millions d'euros),. Cette collection unique permet à l'Occident de découvrir les différents mouvements de l'avant-garde russe à travers des expositions internationales, notamment à New York, Berlin, au musée Maillol de Paris en 2008-2009 ou encore à Cologne en 2020.
Le musée est dirigé de 1997 à 2006 par Miltiádis Papanikoláou (en), professeur d'histoire de l'art à l'Université Aristote de Thessalonique. María Tsantsánoglou, spécialiste de l'avant-garde russe, lui succède ensuite.
En 2017 et avec la création de l'Organisation métropolitaine des musées d'arts visuels de Thessalonique (MOMus, en grec moderne : Μητροπολιτικός Οργανισμός Μουσείων Εικαστικών Τεχνών Θεσσαλονίκης), l'ancien musée national prend le nom de « MOMus – Musée d’art moderne – Collection Costakis ». Les quelque 300 œuvres d'art contemporain sont désormais sous gestion du musée d'art contemporain de Thessalonique,.

## Collections
Au-delà des expositions temporaires et des quelques acquisitions ne relevant pas de l'avant-garde russe, l'exposition permanente présente plus d'une centaine d'œuvres d'artistes issus de l'Union Soviétique, tels que :
- Aleksandrs Drēviņš
- Ksenya Ender (de)
- Alexandra Exter
- Pavel Filonov
- Elena Gouro
- Vassily Kandinsky
- Ivan Klioune
- Gustav Klucis
- Ivan Koudriachov
- Michel Larionov
- El Lissitzky
- Vladimir Maïakovski
- Kasimir Malevitch
- Mikhaïl Matiouchine
- Alekseï Morgounov
- Solomon Nikritin (en)
- Nadejda Oudaltsova
- Lioubov Popova
- Jean Pougny
- Alexandre Rodtchenko
- Olga Rozanova
- Varvara Stepanova
- Vladimir Tatline
- Ilia Tchachnik
- Konstantin Vialov (en).

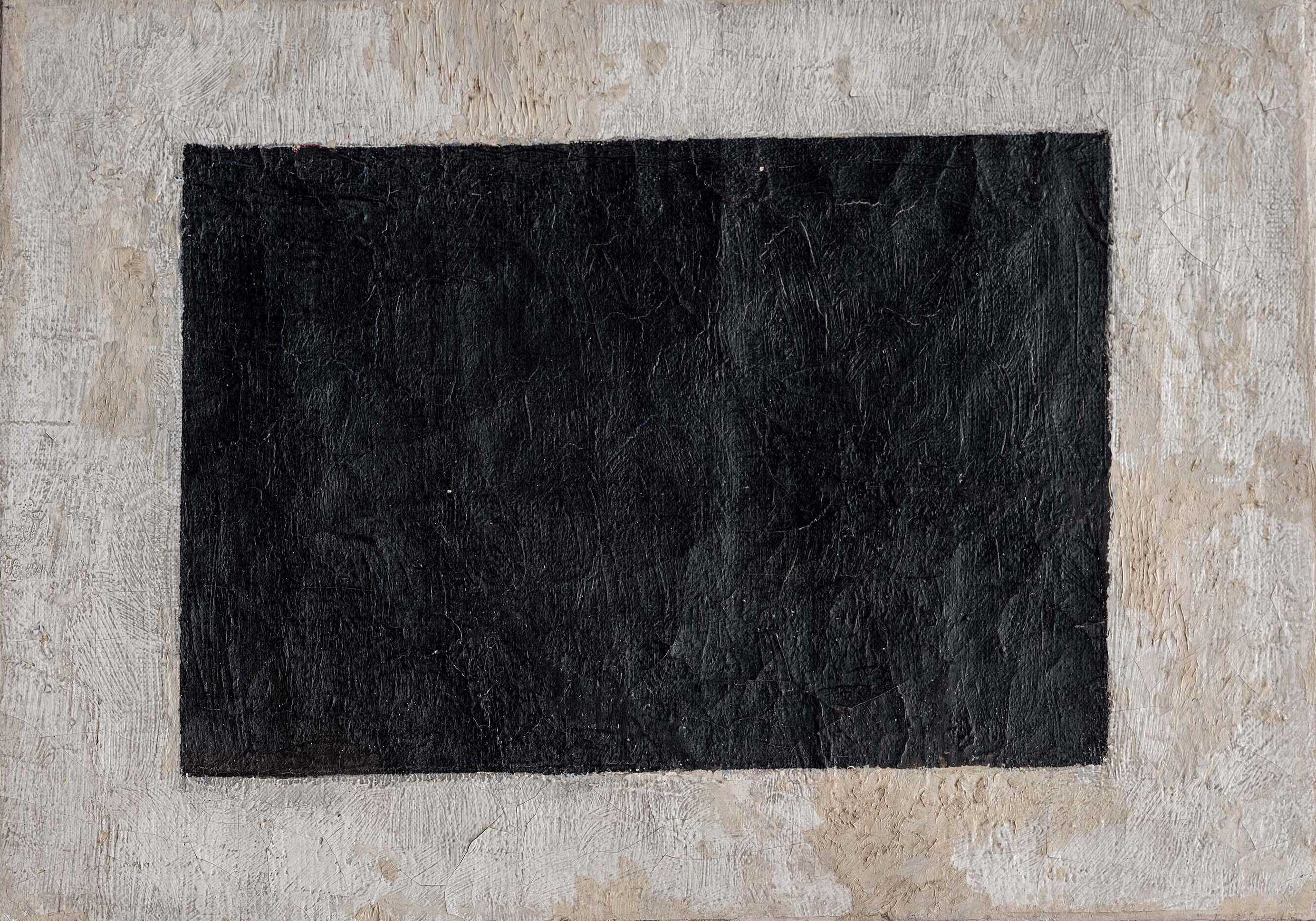
Kasimir Malevitch, Rectangle noir.
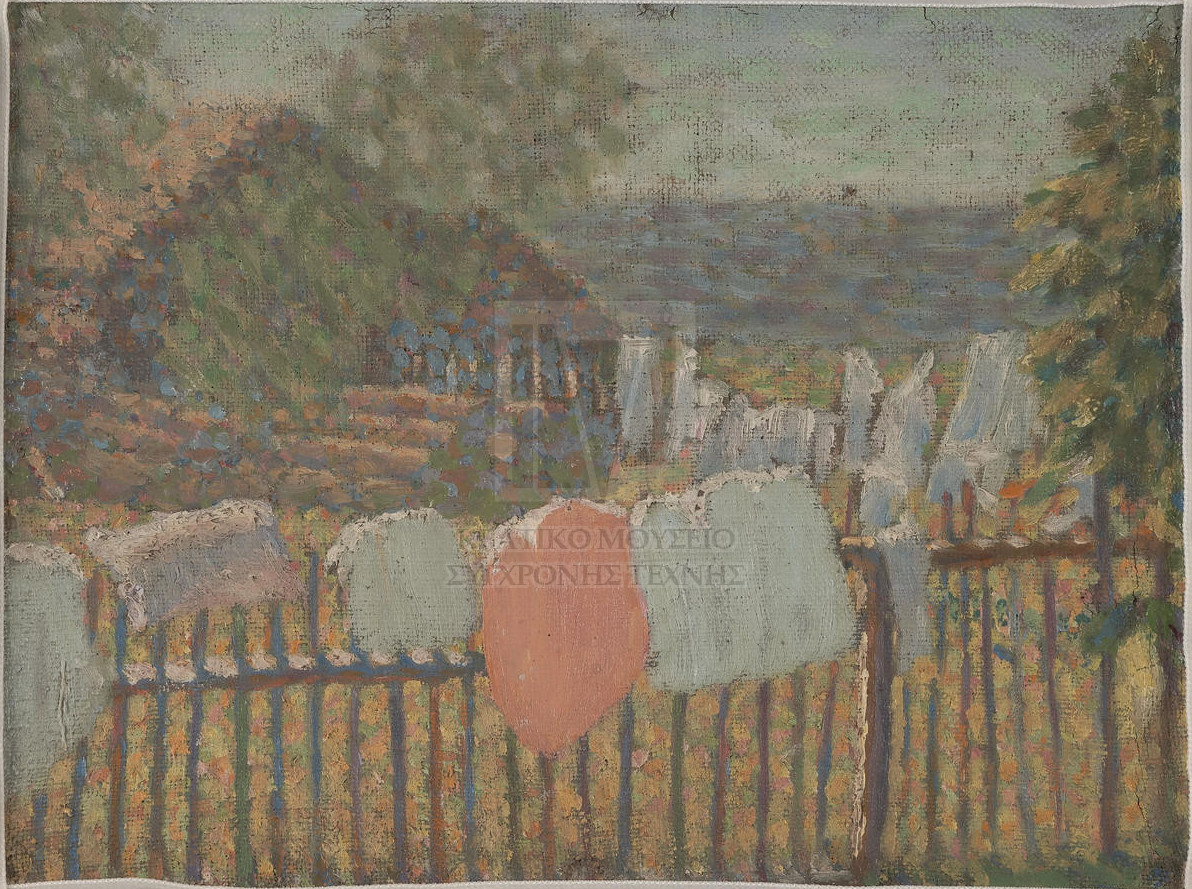
Kasimir Malevitch, Ferme, 1905-1906.
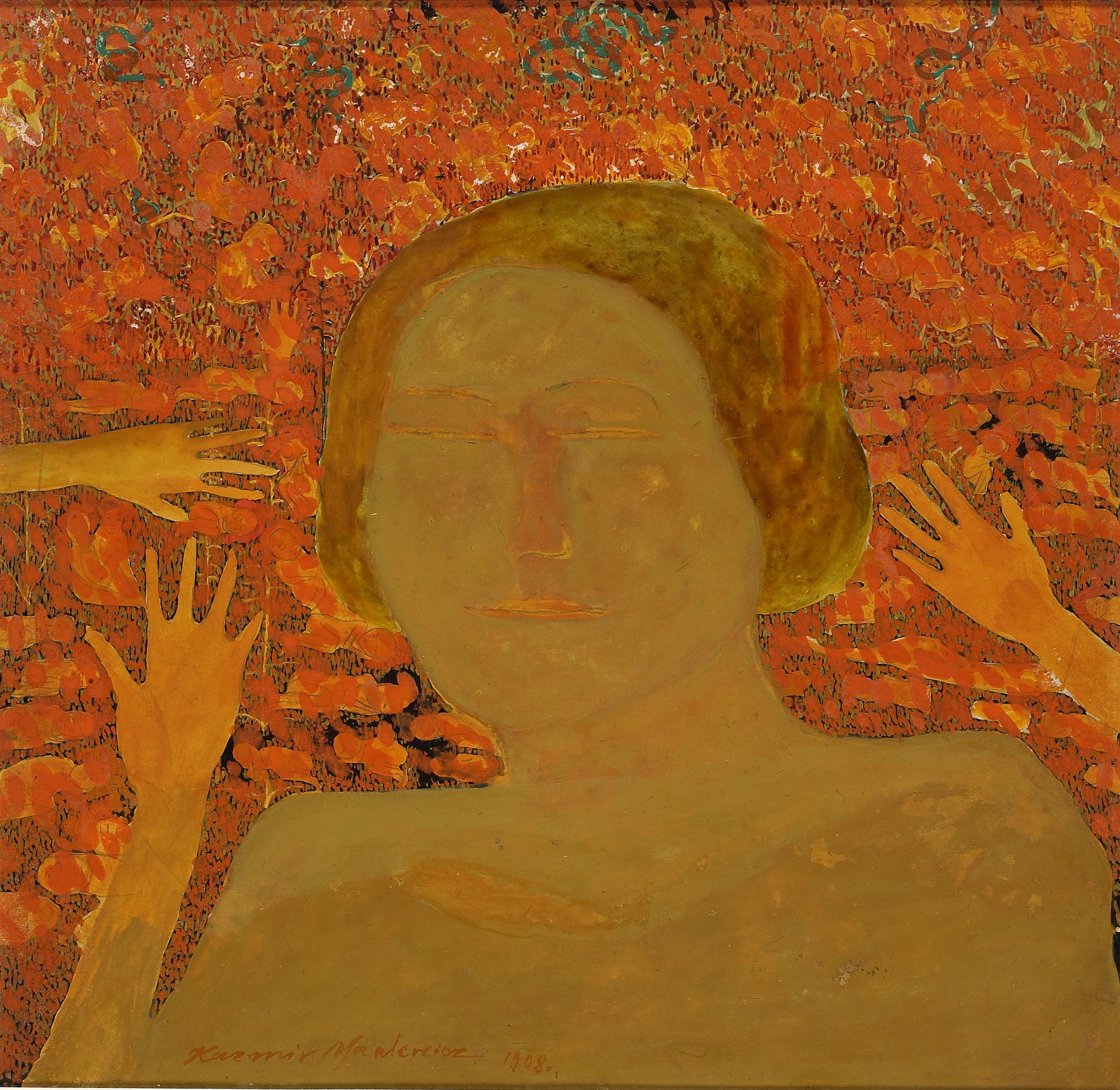
Kasimir Malevitch, Femme à la naissance, 1908.
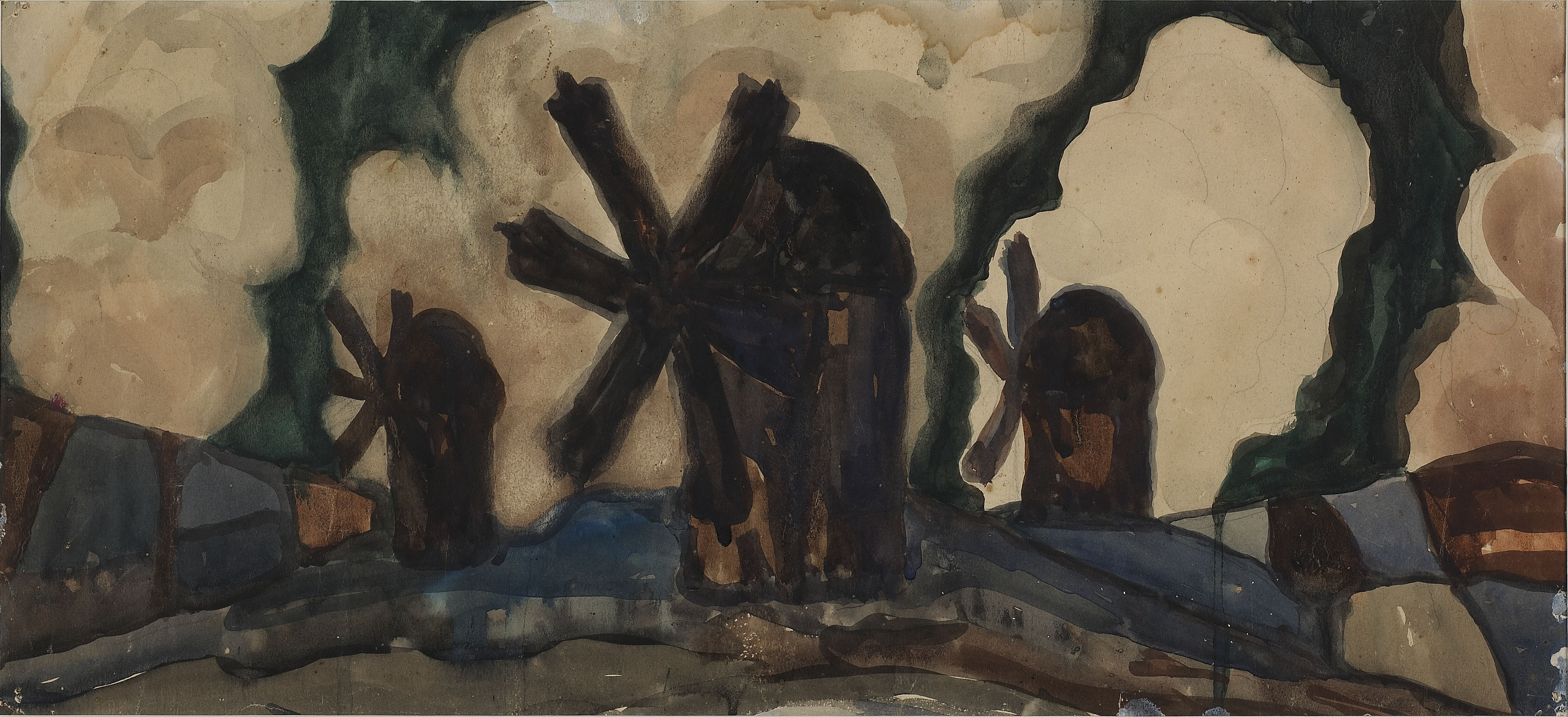
Kasimir Malevitch, Paysage et moulins, 1909-1910.
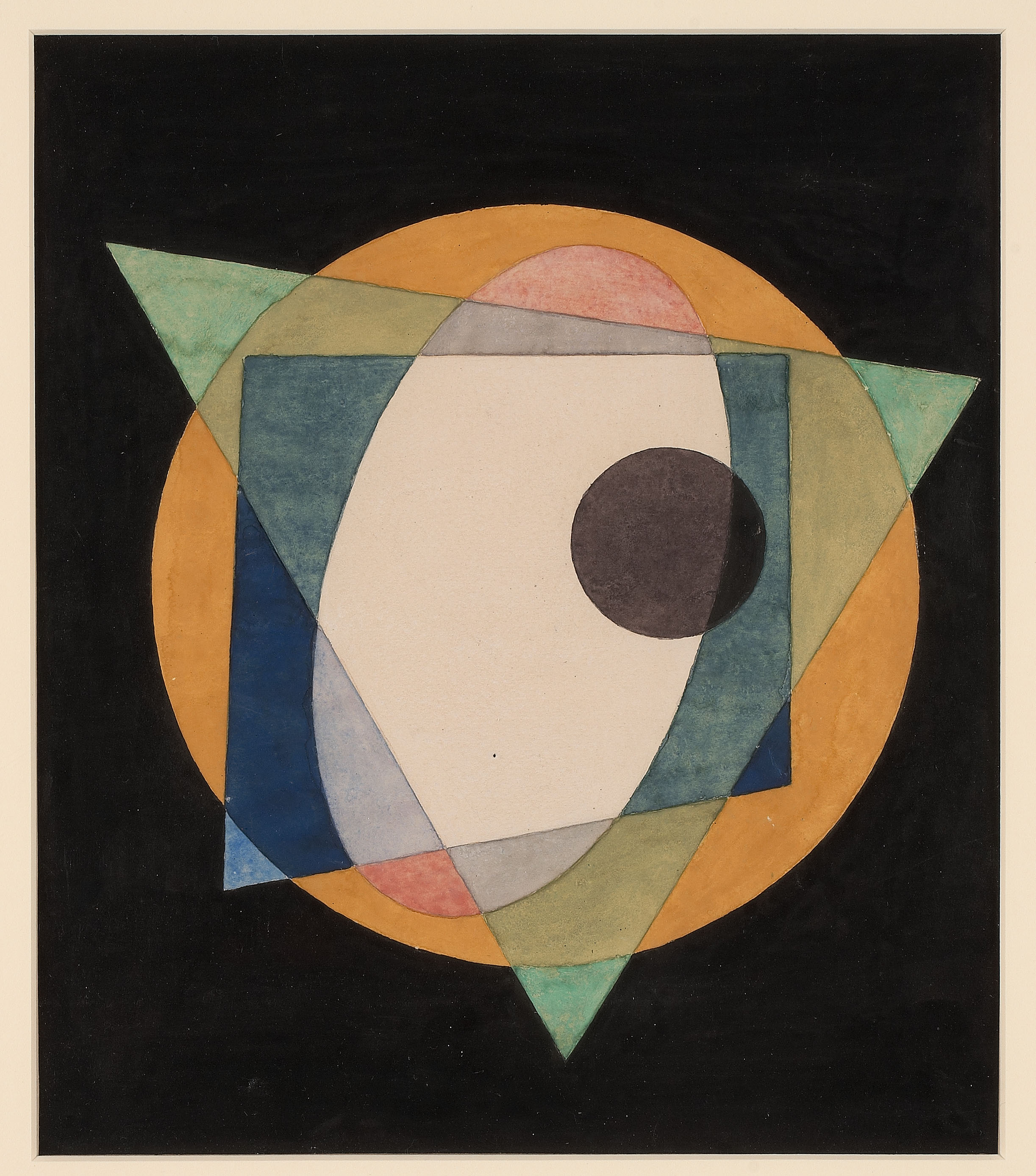
Ivan Klioune, Sans titre, vers 1917.
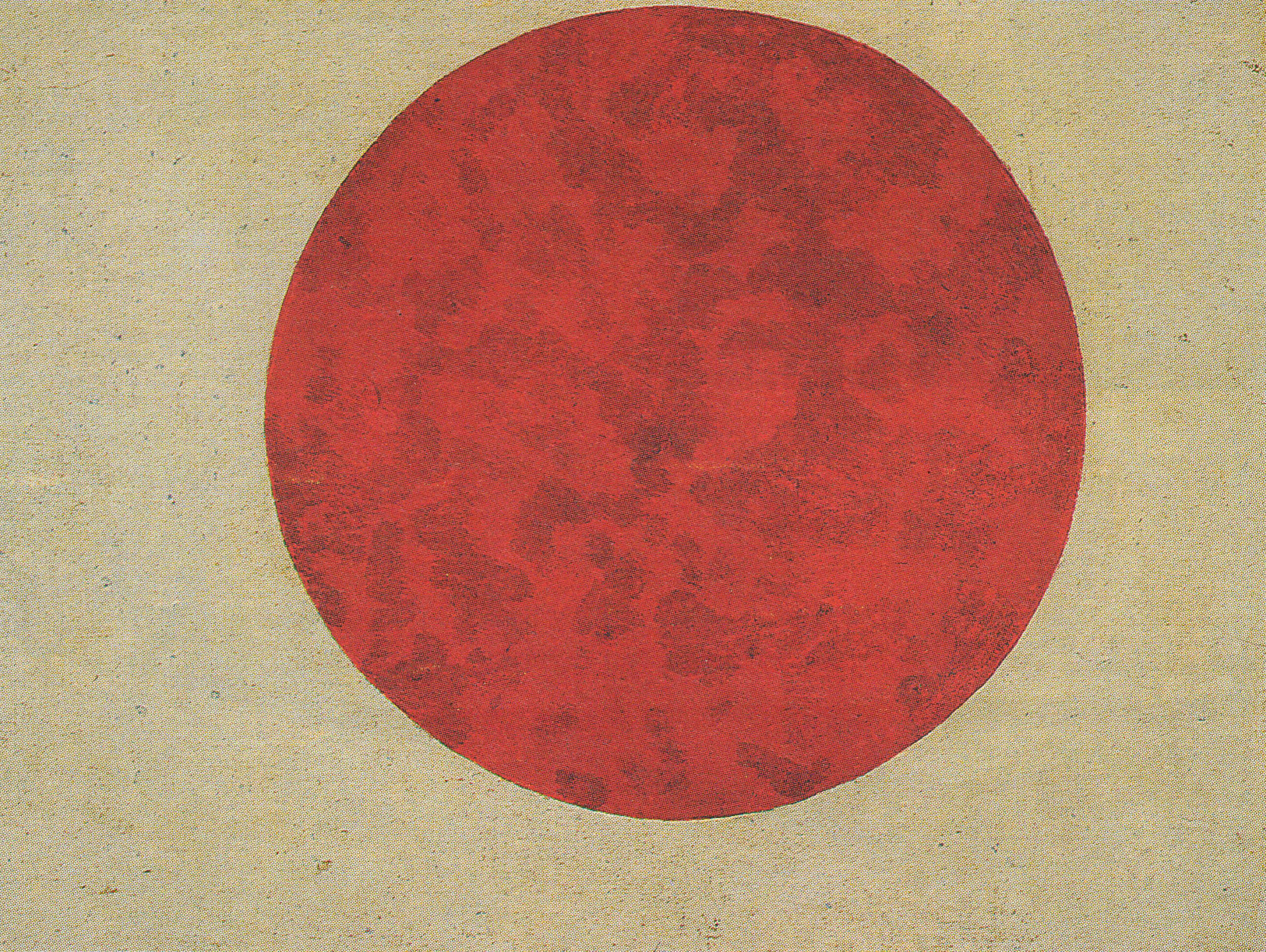
Ivan Klioune, Sans titre, vers 1917.
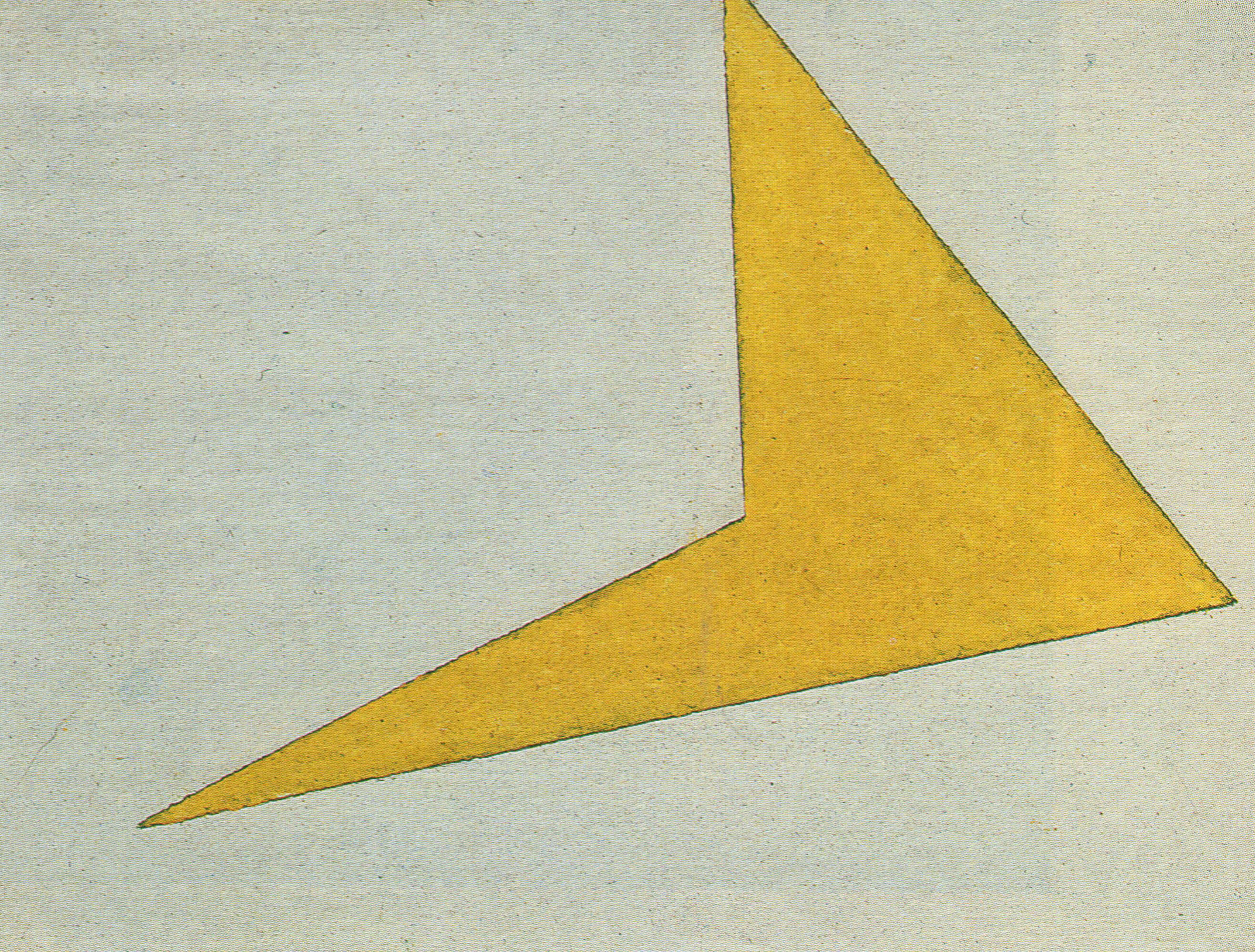
Ivan Klioune, Sans titre, vers 1917.
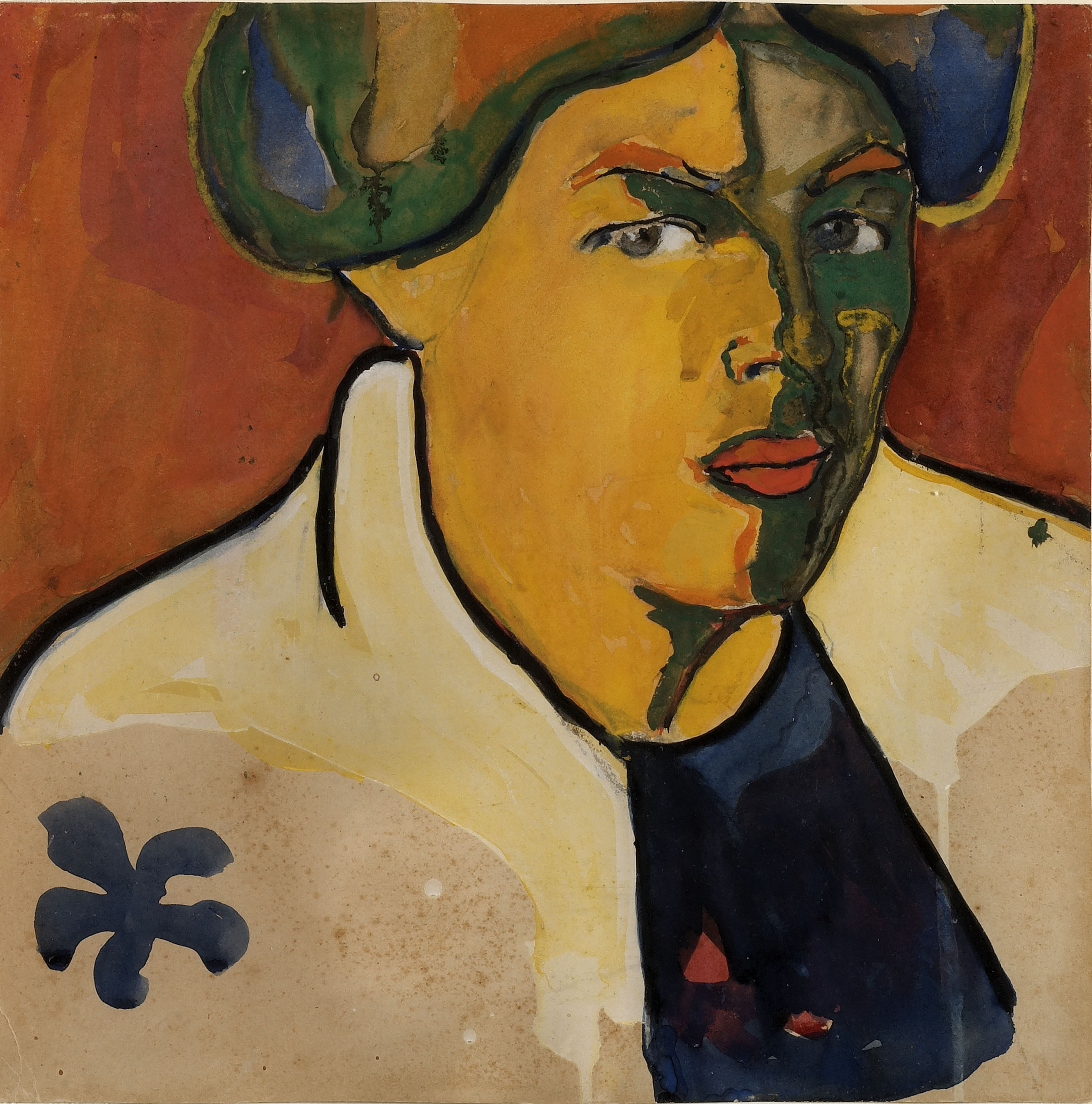
Kasimir Malevitch, Portrait d'une femme, 1910-1911.
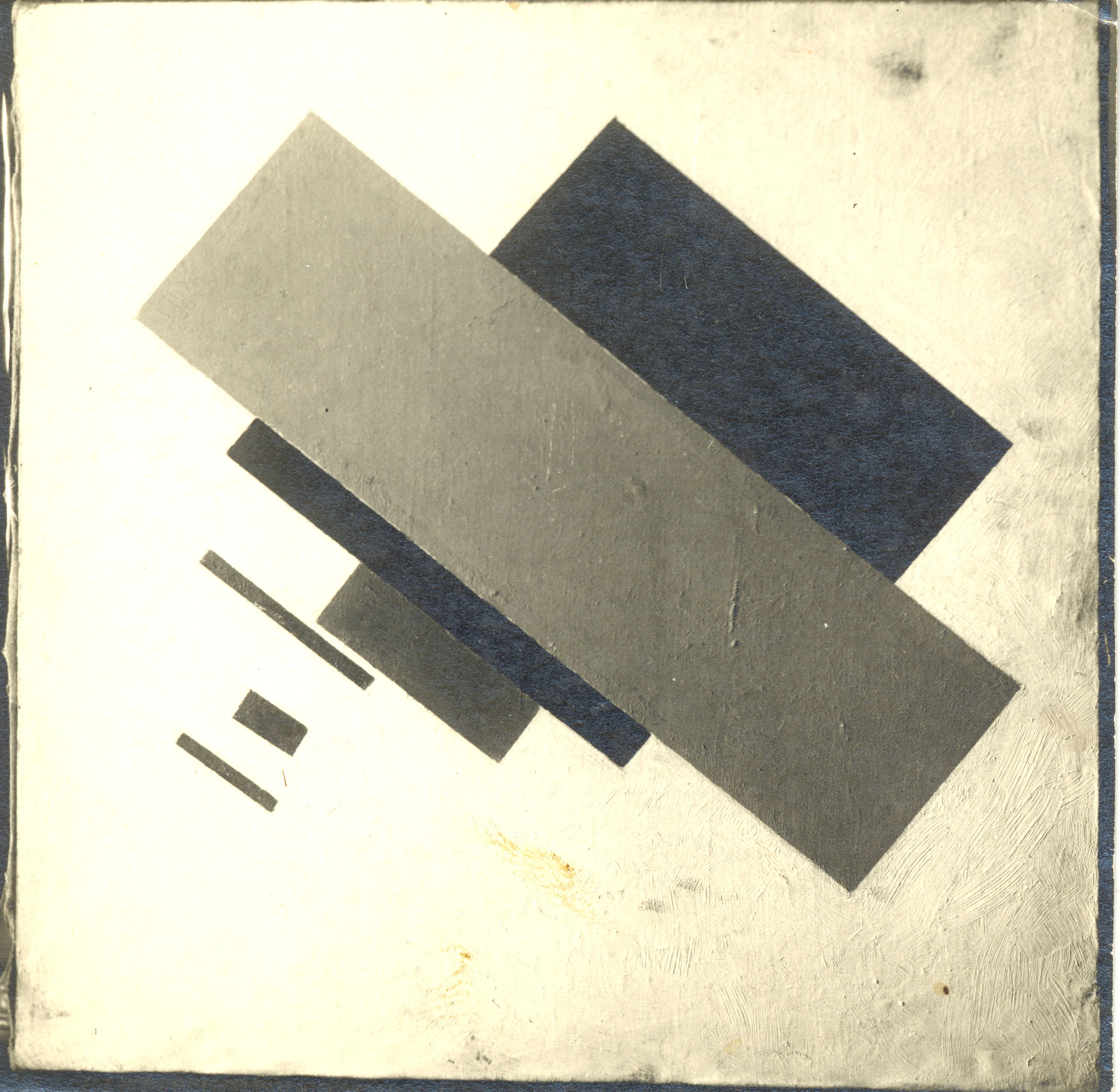
Kasimir Malevitch, Automobile et Dame – Masses de couleur dans la 4e dimension, 1915.
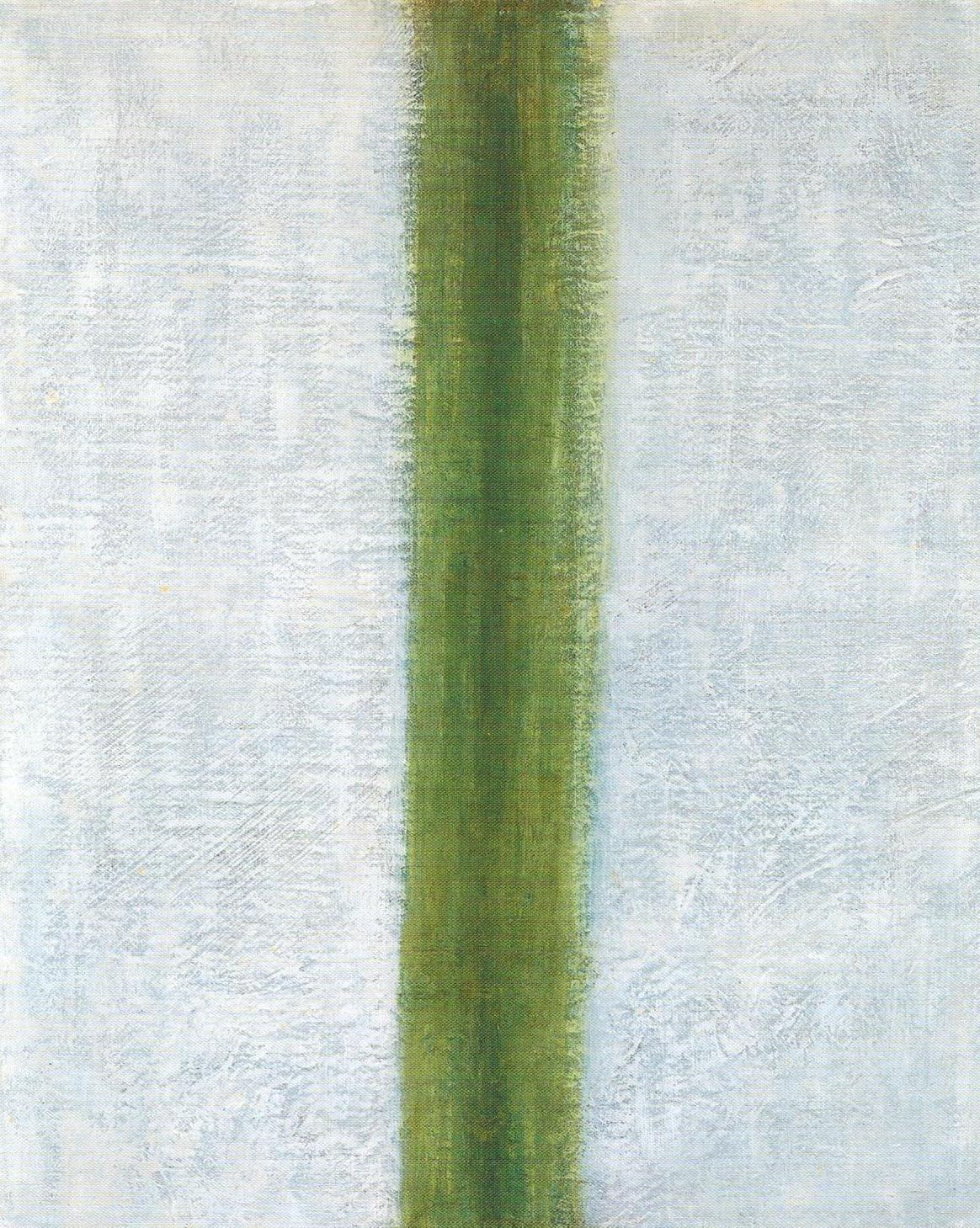
Olga Rozanova, La raie verte, 1917.
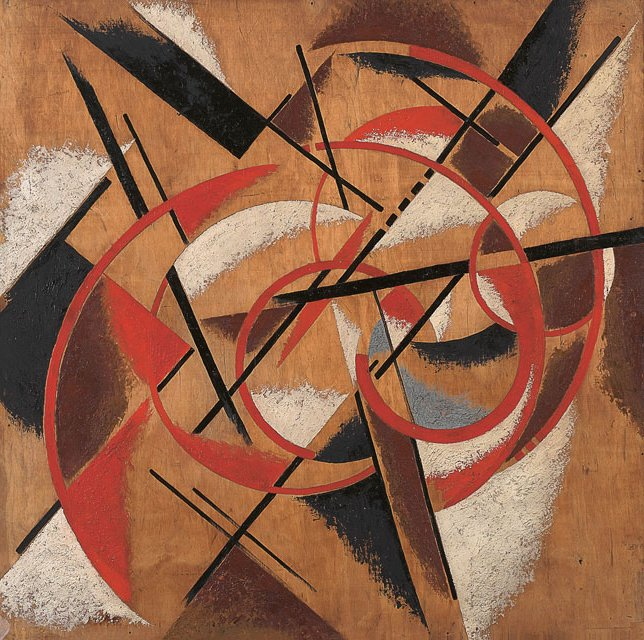
Lioubov Popova, Construction de la force spatiale, 1920-1921.
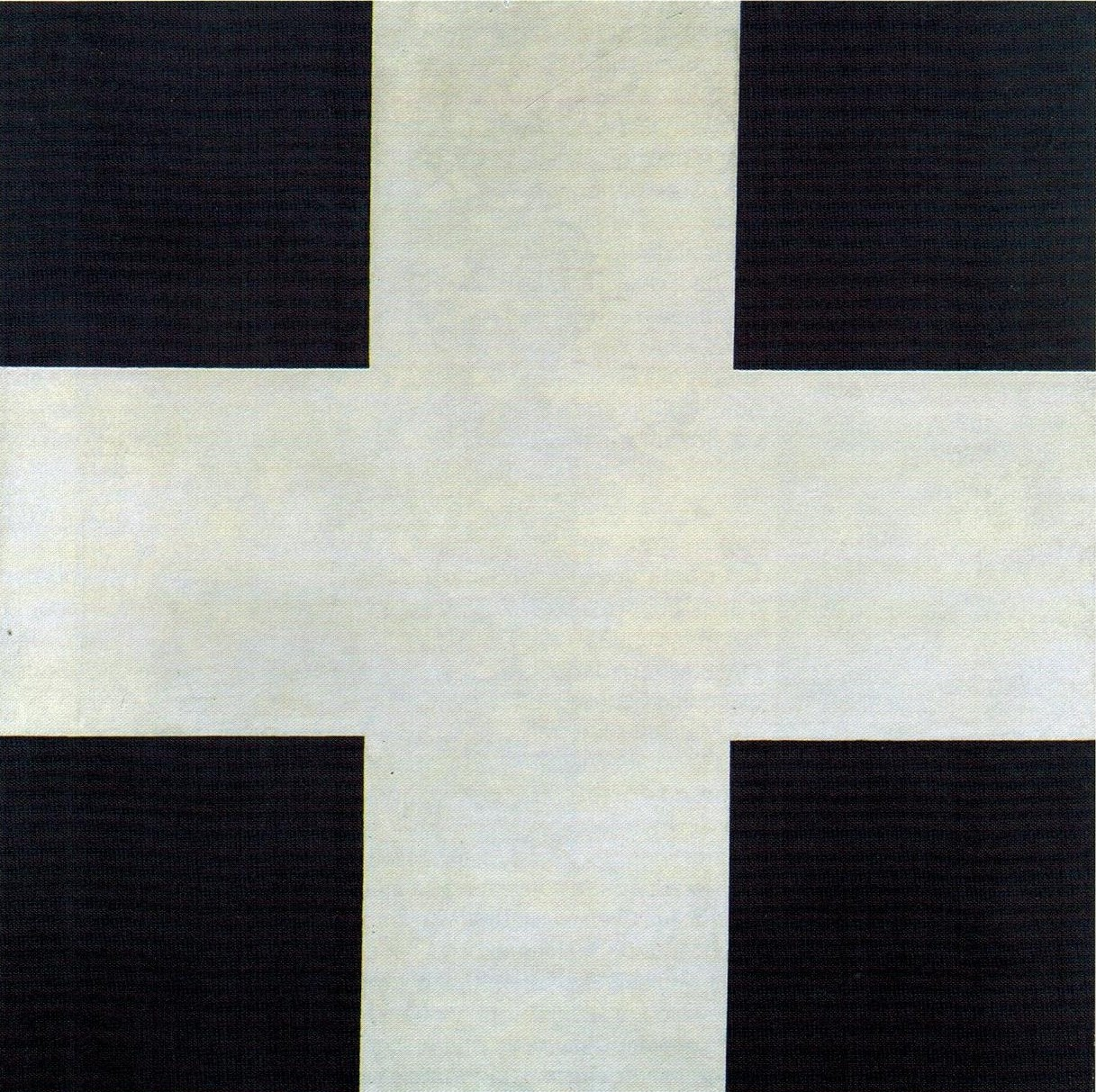
Ilia Tchachnik, Croix suprématiste, 1923.